# Erich Fonoff
Erich Fonoff (Ilha Solteira, 7 de dezembro de 1973), é um médico neurocirurgião, neurocientista, professor e pesquisador da Universidade de São Paulo (USP) que ganhou reconhecimento internacional em 2014 quando liderou uma equipe brasileira que desenvolveu uma nova técnica de cirurgia para implantação de eletrodos no cérebro de pacientes com Doença de Parkinson.
A cirurgia, conhecida como Estimulação Cerebral Profunda, consiste em inserir uma espécie de “marca-passo” cerebral que produz estímulos e assim diminui alguns sintomas da doença, fazendo com que o paciente possa ter mais controle sobre seus movimentos. A inovação, desenvolvida pela equipe do médico Erich Fonoff em projeto conjunto entre o Hospital Sírio Libanês e o Hospital das Clínicas da Faculdade de Medicina da USP (FMUSP), permite fazer os implantes dos eletrodos nos dois lados do cérebro simultaneamente. Com isso, o tempo de cirurgia diminui em até 40% e aumenta a segurança e a precisão do procedimento.
A nova técnica, conhecida como ECP Bilateral Simultanea, recebeu prêmio da Sociedade Europeia de Neurocirurgia Estereotáxica e Funcional, entregue em seu congresso anual em setembro de 2014.

## Carreira Acadêmica
Erich Fonoff finalizou o Ensino Médio nos Estados Unidos, cursou graduação em medicina pela Faculdade de Medicina da Universidade de São Paulo - FMUSP de 1993 a 1998, concluiu residência em neurocirurgia no Hospital das Clínicas da Universidade de São Paulo em 2004. Concluiu  doutorado em neurologia pelo Departamento de Neurologia da FMUSP (Setembro de 2007) com modelo experimental de estimulação cortical em dor. Especializou-se em Neurocirurgia Funcional na Divisão de Neurocirurgia Funcional do Instituto de Psiquiatria do Hospital das Clínicas da FMUSP. Obteve o título de Livre-Docência na pela faculdade de medicina da universidade de São Paulo em 2012 com tese sobre o tratamento da Doença de Parkinson por meio de estimulação cerebral profunda bilateral. Em 2013 foi aprovado em concurso público e desde então é professor associado do Departamento de Neurologia da Faculdade de Medicina da Universidade de São Paulo. Conforme atribuições do cargo de professor da USP, exerce seus serviços a comunidade como médico neurocirurgião e pesquisador atuando na Divisão de Neurocirurgia Funcional do Instituto de Psiquiatria/ Departamento de Neurologia da FMUSP. Mantém-se como pesquisador associado ao Instituto de Ensino e Pesquisa do Hospital Sírio Libanês e Orientador de Pós Graduação no Departamento de Neurologia FMUSP.

## Linhas de Pesquisa
Erich Fonoff possui diversos projetos de pesquisas experimentais e clínicos aplicados a área de neurocirurgia funcional mais especificamente na área dor, doença de Parkinson e outros distúrbios do movimento, doenças psiquiátricas e epilepsia com ênfase em técnicas de neuromodulação, estimulação magnética transcraniana, neuronavegação, estereotaxia e o método estereotáctico, cirurgia experimental minimamente invasiva e guiada por Imagem.
O foco principal e mais desenvolvido desta linha de pesquisa é o desenvolvimento da Estimulação Cerebral Profunda para cirurgia de Parkinson. Acompanhado de diversos pesquisadores de seu grupo, descreveu avanço técnico para a cirurgia estereotáxica (Cirurgia Estereotáctica, termos utilizado para procedimentos em seres humanos)  que consistiu em aplicar o método estereotáctico simultaneamente aos dois lados durante o implante de eletrodos cerebrais no tratamento de pacientes com Tremor Essencial, Distonia Generalizada e Doença de Parkinson.

## Canal Parkinson Hoje
Em março de 2017 foi lançado o canal Parkinson Hoje, um canal de informação jornalística dedicado à divulgação de informações a respeito da Doença de Parkinson e assuntos correlatos sob a coordenação técnica do Dr. Erich Fonoff. O canal conta com presença no blog Parkinson Hoje e um canal no Facebook.
De acordo com informação do canal, seus objetivos são "trazer informações sobre a doença e promover a qualidade de vida e autonomia dos parkinsonianos e de suas famílias".

### Série Dr. Erich Fonoff Responde
Em junho de 2017 o canal Parkinson Hoje lançou a série de vídeos Dr. Erich Fonoff Responde, em que o neurocirurgião tira dúvidas sobre a doença de Parkinson em um canal no YouTube. De acordo com informações o site do projeto, os vídeos são atualizados quinzenalmente no YouTube e divulgados no blog do canal Parkinson Hoje, bem como na nossa comunidade no Facebook.